# Terraiolo
Terraiolo (anticamente anche terraiuolo) oppure terricolo o terrazzano (in inglese: landsman o landman, quest'ultimo termine più antico; letteralmente: "uomo di terra") era un grado militare assegnato alle reclute della marina.
Il grado era paragonabile a quello di marinaio di 3ª classe o al mozzo della Regia Marina Italiana.

## Regno Unito
Nella Royal Navy a metà del XVIII secolo (1757 circa), il termine "terraiolo" o "terricolo" si riferiva a un marinaio con meno di un anno di esperienza in mare ed era un grado militare assegnato alle reclute della marina. Dopo un anno, un "terraiolo" o "terricolo" veniva solitamente classificato come un marinaio ordinario (inglese: ordinary seaman); la maggior parte veniva arruolata mediante reclutamento forzato, che era una pratica comune di reclutamento nella marina britannica, dal 1700 al 1815 circa, la cui applicazione in America veniva contestata dai coloni. I "terraioli" avevano di solito un'età compresa tra i 16 ei 35 anni, mentre i marinai esperti, che avevano iniziato come marinai ordinari, potevano essere reclutati, mediante reclutamento forzato, fino ai 50-55 anni secondo le necessità. Il termine "marinaio di terra" si è evoluto in una classificazione più formale di "marinaio", assegnato a coloro chiamati a svolgere lavori manuali non qualificati.
La scarsa familiarità dei "landsmen" con la vita di bordo li rendeva solitamente impopolari tra i membri più esperti dell'equipaggio della loro nave. Per tutto il XVIII secolo problemi di condotta antigienica, risse e scarsa autodisciplina tra i Landsman rendevano a volte necessario lo stazionamento di guardie dei Royal Marines sottocoperta per prevenire attacchi da parte dei loro compagni di bordo.

## Stati Uniti
Negli Stati Uniti nel XIX secolo e all'inizio del XX secolo e precisamente dal 1838 al 1921 "Landsman" era il più basso della Marina degli Stati Uniti e veniva dato alle nuove reclute con poca o nessuna esperienza in mare, chiamati a svolgere un lavoro umile e non qualificato a bordo delle navi. I "Marinai di terra" che avevano acquisito tre anni di esperienza o si erano nuovamente arruolati potevano conseguire la promozione a "marinaio ordinario".
Il grado nel 1921 venne rinominato marinaio di 3ª classe (inglese: seaman third class)  e nel 1948 Seaman Recruit.